# Sécurité solaire
L'association Sécurité solaire est un centre collaborateur de l'Organisation mondiale de la santé (OMS) pour l'éducation solaire.

## Historique
L'association a été créée en 1994. Elle a pour objet de sensibiliser et d'informer la population sur les risques pour la santé liés aux surexpositions solaires.

## Activités
- La météo solaire : d'avril à septembre, des prévisions de l'indice UV sont envoyés aux médias français.
- Le programme Vivre avec le soleil : un programme de prévention solaire destiné informer et protéger les enfants, via leurs éducateurs (enseignants, animateurs, parents)[3].